# Marcus Pacuvius
Marcus Pacuvius, rimski pesnik in slikar, * 220 pr. n. št., † 132 pr. n. št.
Mark Pakuvij je bil priznan pisec tragedije. Ohranjeni so naslovi in fragmenti dvanajstih tragedij, v katerih obravnava grške motive. Zgledoval se je po Evripidu in Sofokleju. Cicero Zanj pravi, da velja za največjega rimskega tragika. 
- seznam rimskih pesnikov
- seznam rimskih slikarjev